# Musth

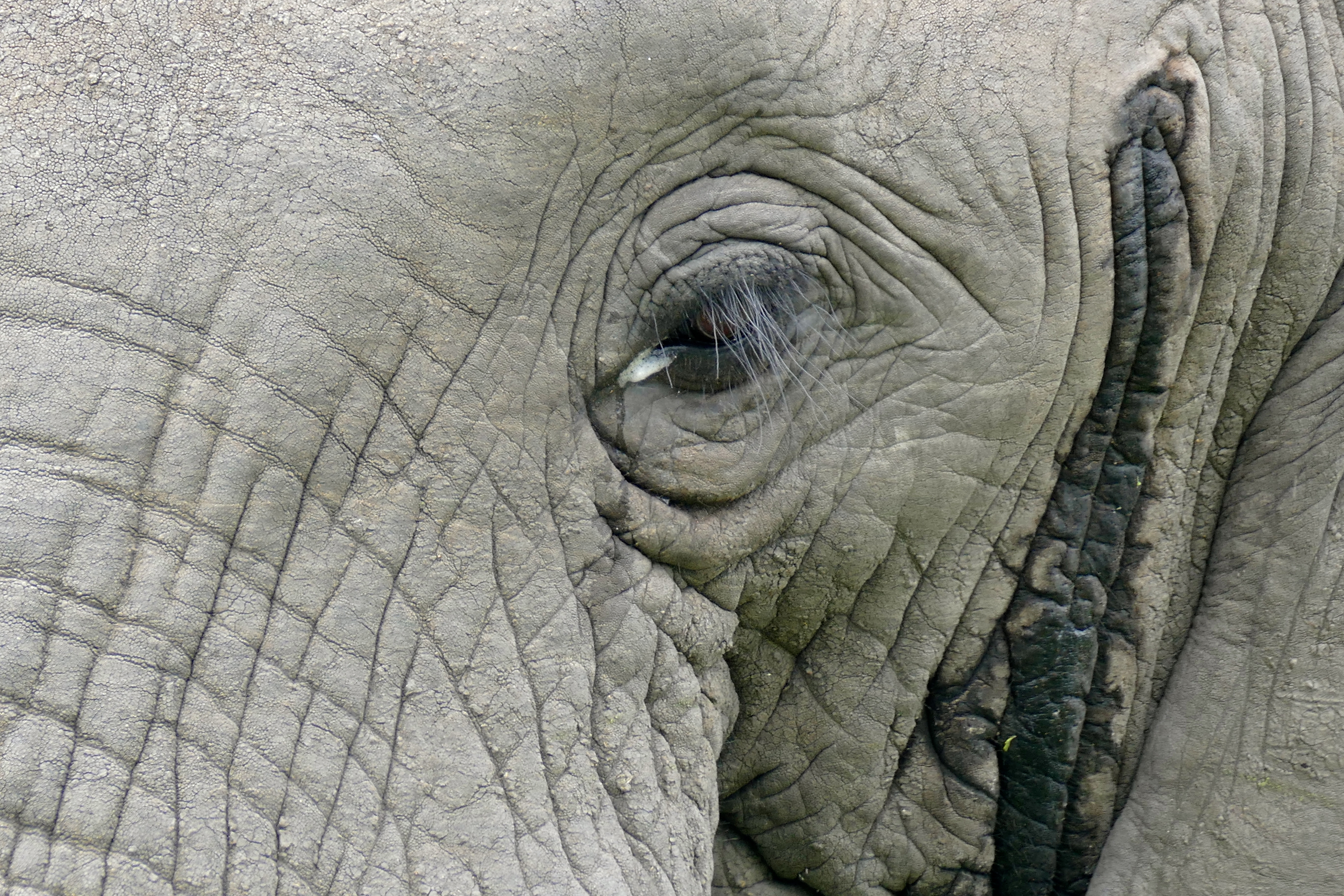
Samiec słonia afrykańskiego w musth cechuje się zwiększonym wydzielaniem z powiększonych gruczołów skroniowych

Musth – stan pobudzenia seksualnego u samców słoni.
Musth został opisany po raz pierwszy u osobników słoni indyjskich trzymanych w niewoli. Wpierw sądzono wręcz, że nie występuje u słoni afrykańskich (uznawanych wtedy wraz ze słoniem leśnym za jeden gatunek). Późniejsze opisy wskazały, że wchodzą w ten stan również samce słoni afrykańskich, co więcej, obecnie większość opisów dotyczy właśnie przedstawicieli gatunku słoń afrykański.
Fizjologicznie musth ma zazwyczaj, choć nie zawsze, podłoże endokrynologiczne, zależąc od poziomu męskich hormonów płciowych, jak testosteron. Objawia się między innymi zwiększonym wydzielaniem przez powiększone gruczoły skroniowe.
Samiec w stanie musth zachowuje się także odmiennie. W szczególności przejawia większą skłonność do zachowań agresywnych. Młode samce w musth, pozbawione kontroli dorosłych byków, wykazywały agresję w stosunku do nosorożców. Samce słoni na wczesnym okresie życia ustalają wzajemną hierarchię, którą później utrzymują, co ogranicza walki pomiędzy nimi. Tak więc pierwszeństwo rozrodu mają zwykle największe samce w musth. Niemniej mniejsze samce w musth mogą konkurować z większymi nie będącymi w tym stanie, i wtedy to większy samiec ustępuje mniejszemu. Jeśli jednak ma dojść do walki, bowiem samce nie ustaliły wcześniej hierarchii bądź należą do innych grup kawalerów, byki najpierw prezentują swe walory, dają pokaz swej siły, a dopiero później dochodzi do zmagań fizycznych, niekiedy wielogodzinnych. Na obszarach użytkowanych turystycznie byki w musth stanowiły niekiedy zagrożenie dla turystów, co prowadziło niekiedy do ich uśmiercania. Uważa się, że może to stanowić czynnik selekcyjny zmniejszający natężenie agresywnych zachowań w populacji, podobnie jak w przeszłości mordercze polowania celem zdobycia kości słoniowej znacząco zwiększyły odsetek w populacji osobników bez ciosów.
Dany samiec wchodzi w musth raz do roku i zazwyczaj w kolejnych latach o tej samej porze roku. Jednakże różne samce tej samej populacji osiągają musth w różnym czasie, co również zmniejsza ryzyko nadmiernej konkurencji i agresji. Samce na górze hierarchii społecznej wchodzą w musth w czasie największej dostępności płodnych samic. Kiedy liczba zdatnych do rozrodu partnerek obniża się, samce wychodzą z musth. O ile w całym musth samiec więcej podróżuje celem zdobycia partnerek, pod koniec tego okresu podejmuje jeszcze bardziej wzmożony wysiłek poszukiwania płodnych samic. Słonie indyjskie w musth, jak afrykańskie, także poszukują samic, oceniając je za pomocą węchu i flehmenu. Dominujące samce płodzą większość młodych w populacji, aczkolwiek udaje się to zarówno starszym samcom niebędących w musth, jak i młodym samcom w musth. U słoni leśnych musth obserwowano zwłaszcza na terenie polan bais, dostarczających zwierzętom niezbędnych soli mineralnych, które to miejsca były monopolizowane przez pobudzone samce. U młodych samców musth przebiega niekiedy bez wzmożonego stężenia testosteronu we krwi i w razie napotkania starszego samca zaprzestają one okazywania zachowań typowych dla musth, uspokajając się. Zjawisko takie obserwowano w populacjach o piramidzie wiekowej znacznie zniekształconej działalnością ludzką, gdzie brak dojrzałych, doświadczonych samców przekładał się na agresywne zachowania młodszych byków. Wprowadzenie do populacji starszego samca kończyło pobudzenie i agresję młodszych byków.